# 伊藤繁雄
伊藤 繁雄（いとう しげお、1945年1月21日 - ）は、日本の卓球選手。
山口県周南市生まれ。専修大学卒業。1969年の世界選手権で男子シングルス、男子団体優勝の2冠に輝いた。生まれつき左利きであるが、現役を引退するまで、右手でラケットを打ち続けた。現在は、小中学生対象の講習会に参加し選手育成に努めている。

## 主な戦歴
- 1967年 全日本卓球選手権大会男子優勝、男子ダブルス（河野満とペア）優勝
- 1968年 全日本卓球選手権大会男子優勝、男子ダブルス（河野満とペア）
- 1969年 世界卓球選手権（ミュンヘン）男子シングルス優勝、男子団体優勝、男子ダブルス3位（河野満とペア）、混合ダブルス3位（小和田敏子とペア）全日本卓球選手権大会、男子ダブルス優勝（長谷川信彦とペア）
- 1971年 世界卓球選手権シングルス準優勝、ダブルス ベスト8、団体準優勝
- 1972年 全日本卓球選手権大会、男子ダブルス優勝（阿部勝幸とペア）
- 1974年 全日本卓球選手権大会、混合ダブルス優勝（大関行江とペア）
- 1975年 世界卓球選手権ダブルス ベスト4、混合ダブルスベスト4、全日本卓球選手権大会、混合ダブルス優勝（大関行江とペア）

1971年名古屋世界選手権では団体戦で調子が出ず、苦手を公言していたカラカセビッチ等欧州選手の他
中国選手の前陣速攻にも苦戦していたが、個人戦になると期待された長谷川、河野が敗退する中で
李富栄、シュルベクの強敵を連破、17歳のステラン・ベンクソンには敗れたものの決勝に進出し、面目を保った。

## 著書
- 1984年12月「卓球」
- 1986年 6月「攻撃卓球 技術と練習法」
- 1989年 5月「試合に勝つ卓球」
- 1989年 5月「攻撃卓球」
- 1998年 7月「試合に勝つ卓球 技術と練習法」